# 검은부리저어새
검은부리저어새(Black-billed spoonbill)는 오스트레일리아, 뉴질랜드, 인도네시아, 파푸아뉴기니, 솔로몬 제도의 담수 및 바닷물 습지의 갯벌과 얕은 곳에서 서식한다. 뉴칼레도니아에서도 미조로 기록되어 있다. 검은부리저어새는 습지에 서식하며 갑각류, 어류, 작은 곤충을 먹으며 좌우로 부리를 쓸어먹는다. 항상 머리를 쭉 뻗은 채 날아다닌다. 넓은 범위에 걸쳐 널리 분포하는 검은부리저어새는 IUCN 적색 목록에서 최소관심종으로 평가받고 있다.

## 묘사
검은부리저어새는 검은색 숟가락 모양의 부리를 가진 크고 하얀 새이다. 키는 약 80cm, 74~81cm, 몸무게는 1.4~2.07kg이다.  물 위를 걷는 새로 물속을 걷는 데 긴 다리를 가지고 있다. 물고기, 조개, 게, 양서류를 먹으며 부리로 좌우로 움직이며 먹이를 잡는다.
검은부리저어새 부리의 끝부분은 집게처럼 작용하는 호주노랑부리저어새의 좁은 부리보다 더 넓고 집게처럼 작동한다.

## 먹이
검은부리저어새는 육식성으로 얕은 물을 휩쓸고 먹이를 삼켜 작은 동물을 잡는다. 천천히 쓸면 저어새는 부리 끝이 약 2~4cm 정도 열린 채 수면에 수직인 채 천천히 걸으며 새 앞에서 약 100도의 호를 쓸고 있다. 새는 천천히 걸으며 물속 바닥에서 파편과 작은 동물을 걷어 올리고 이를 감지하여 부리로 잡는다. 물건이 감지되면 저어새는 작은 영역을 집중적으로 쓸고 있다. 검은부리저어새는 또한 물에 잠긴 식물을 직접 탐사하여 먹이를 찾고 거미와 같은 먹이를 잡는다. 걷는 동안 얕은 물을 통해 부리를 끌고 다니는 모습도 관찰되었다.

## 번식
번식할 때 머리 뒤쪽에서 길고 흰 깃털이 자라며 얼굴에 색 반점이 나타난다. 둥지는 암컷이 두세 개의 알을 낳는 나무의 열린 막대기 플랫폼이다. 병아리는 21일 후에 부화한다. 새들은 번식기에 교란에 매우 민감하다. 오스트레일리아에서는 식민지 전체가 약간의 교란을 겪은 후 알을 버리는 것으로 알려져 있다.